# الیاسو ایسیاکا
الیاسو ایسیاکا (انگلیسی: Eliassou Issiaka؛ زادهٔ ۲۵ مهٔ ۱۹۸۶) بازیکن فوتبال اهل مالی است.
از باشگاه‌هایی که در آن بازی کرده است می‌توان به باشگاه فوتبال المصری، باشگاه فوتبال العروبه عربستان سعودی، و باشگاه فوتبال سموحه اشاره کرد.
وی همچنین در تیم ملی فوتبال مالی بازی کرده است.